# ارنی بیکن
ارنی بیکن (انگلیسی: Ernie Bacon؛ ۱۹ فوریه ۱۸۹۶ – ۹ ژانویهٔ ۱۹۷۲) بازیکن فوتبال اهل بریتانیا بود.
از باشگاه‌هایی که در آن بازی کرده‌است می‌توان به باشگاه فوتبال واتفورد، باشگاه فوتبال چارلتون اتلتیک، و باشگاه فوتبال لستر سیتی اشاره کرد.
وی همچنین در تیم ملی فوتبال England Schoolboys بازی کرده‌است.